# バイオバーデン
バイオバーデンは試料に混入している微生物の数である（米国ニューヨーク州のロチェスター大学の用語集による）。
単位は「CFU/g」製品1グラムあたりCFU (colony forming units：培養すると出現する集落数) が用いられる。
工業的には、CFU値は使用前の原料の処置基準値を超えてはならない。
原料の処置基準値は、アメリカ食品医薬品局等の取締機関によって定められ、最終製品の安全性が確保される。
最終製品には原薬 (bulk drug substance) としての試験も必要である。
医療機関における再使用可能な鉗子その他の医療機器の滅菌や、医療機器の製造工程における滅菌にあたって、滅菌の効果を的確に得るためには、十分に洗浄を行う等してあらかじめ付着しているバイオバーデンを減少させておくことが重要である。

## バイオバーデン試験
バイオバーデン試験（Bioburden）または微生物限度試験（microbial limit testing）は、医薬品製造における品質管理上の分析測定である。
製薬工場の製品や仕掛品の製造工程においては、微生物水準が管理されていなければならない。
製品のバイオバーデン試験または微生物限度試験によって、製品が品質要件を満たしているかどうかがわかる。
医薬品において、最終製品と原料のバイオバーデンは、製品が薬局方の要件を満たすかどうかの判断材料となる。
仕掛品のバイオバーデンは、製造現場の作業において十分な制御対策がなされているかどうかの判断材料となる。